# Ultrapithecus rutilans
Ultrapithecus rutilans è un mammifero notoungulato estinto, appartenente ai tipoteri. Visse nell'Eocene medio (circa 40 - 38 milioni di anni fa) e i suoi resti fossili sono stati ritrovati in Sudamerica.

## Descrizione
Questo animale è noto principalmente per la dentatura, ed è quindi impossibile una ricostruzione dettagliata. Dal confronto con animali simili e più conosciuti, si suppone che Ultrapithecus fosse un animale di dimensioni e aspetto simili a quelli di una marmotta. La dentatura di Ultrapithecus era costituita da elementi dalla corona relativamente bassa (brachidonti). I molari erano privi del mesostilo, mentre i premolari erano privi di piega del metacono.

## Classificazione
Il genere Ultrapithecus venne descritto per la prima volta nel 1901 da Florentino Ameghino, sulla base di resti fossili ritrovati in terreni della fine dell'Eocene medio in Argentina. Ameghino riconobbe due specie (Ultrapithecus rutilans e U. rusticulus) e ritenne che questo genere fosse un rappresentante arcaico dei primati (da qui il nome Ultrapithecus, "scimmia dall'altra parte", con riferimento al suo rinvenimento in Sudamerica anziché nel Vecchio Mondo). Successivamente Ultrapithecus venne attribuito ai notoungulati e le due specie vennero poste in sinonimia.
Ultrapithecus è stato considerato a lungo un membro della famiglia Oldfieldthomasiidae (Simpson, 1967), ma studi più recenti indicherebbero che questa famiglia è parafiletica; Ultrapithecus sembrerebbe un membro di una radiazione adattativa eocenica di notoungulati arcaici, alla base del gruppo dei tipoteri (Billet, 2011). Un genere affine sembrerebbe essere stato Kibenikhoria.